# Мамудзу
Мамудзу̀ (на френски: Mamoudzou) е град, административен център на Майот – отвъдморска територия на Франция в Индийския океан.
Населението му наброява 71 437 души (към 2017 г.). Намира се на остров Майот, който е в състава на архипелага, но не и в едноименната държава Коморски острови.
Градът става административен център на територията през 1977 г.